# MVP del All-Star Game de la American Basketball Association
El MVP del All-Star Game de la ABA fue un premio otorgado por la desaparecida ABA al mejor jugador del All-Star Game. El primer galardonado fue Larry Brown de los New Orleans Buccaneers en 1968.

## Ganadores
|  | Elegido en el Basketball Hall of Fame |

| Año  | Jugador         | Nacionalidad   | Equipo                 |
| ---- | --------------- | -------------- | ---------------------- |
| 1968 | Larry Brown     | Estados Unidos | New Orleans Buccaneers |
| 1969 | John Beasley    | Estados Unidos | Dallas Chaparrals      |
| 1970 | Spencer Haywood | Estados Unidos | Denver Rockets         |
| 1971 | Mel Daniels     | Estados Unidos | Indiana Pacers         |
| 1972 | Dan Issel       | Estados Unidos | Kentucky Colonels      |
| 1973 | Warren Jabali   | Estados Unidos | Denver Rockets         |
| 1974 | Artis Gilmore   | Estados Unidos | Kentucky Colonels      |
| 1975 | Freddie Lewis   | Estados Unidos | Spirits of St. Louis   |
| 1976 | David Thompson  | Estados Unidos | Denver Nuggets         |

- Datos: Q3600456